# Eudorylas michiganensis
Eudorylas michiganensis är en tvåvingeart som först beskrevs av Hardy 1948.  Eudorylas michiganensis ingår i släktet Eudorylas och familjen ögonflugor.
Artens utbredningsområde är Michigan. Inga underarter finns listade i Catalogue of Life.